# Васильев, Павел Осипович
Павел Осипович Васильев (1910—1952) — капитан Советской Армии, участник советско-финской и Великой Отечественной войн, Герой Советского Союза (1944).

## Биография
Родился 14 июня 1910 года в Санкт-Петербурге в рабочей семье. Окончил семь классов школы в 1927 году, после чего работал на различных ленинградских предприятиях.
В 1939 году призван на службу в Рабоче-крестьянскую Красную Армию. Окончил курсы младших лейтенантов. Принимал участие в советско-финской войне. С июня 1941 года — на фронтах Великой Отечественной войны.
К июню 1944 года старший лейтенант Павел Васильев был начальником разведки дивизиона 3-й тяжёлой гаубичной артиллерийской бригады 18-й артиллерийской дивизии 3-го артиллерийского корпуса прорыва 21-й армии Ленинградского фронта. Отличился во время прорыва линии Маннергейма.
В ходе прорыва линии Маннергейма советскими войсками, а впоследствии в ходе освобождения города Выборга Ленинградской области Васильев умело разведывал вражеские объекты и своевременно передавал информацию о них на огневые позиции дивизиона. В результате проведённых им разведок были обнаружены и уничтожены 8 дзотов и 2 противотанковых орудия.
Указом Президиума Верховного Совета СССР от 20 июля 1944 года старший лейтенант Павел Васильев был удостоен высокого звания Героя Советского Союза с вручением ордена Ленина и медали «Золотая Звезда».
В 1946 году в звании капитана Васильев был уволен в запас. Проживал в Ленинграде, работал мастером на Невском машиностроительном заводе. В 1948 году вступил в ВКП(б).
Скончался 10 июня 1952 года. Похоронен на Киновеевском кладбище.
Был также награждён двумя орденами Отечественной войны 2-й степени и рядом медалей. В честь Васильева назван переулок в Выборге.